# Santa Cruz de Grío
Santa Cruz de Grío (aragónul Santa Cruz de Griu) község Spanyolországban,  Zaragoza tartományban. Santa Cruz de Grío Alpartir, Morata de Jalón, Tobed, Belmonte de Gracián és El Frasno községekkel határos. Lakosainak száma 104 fő (2024).

## Népesség
A település népessége az utóbbi években az alábbiak szerint változott:
| Lakosok száma | 226  | 214  | 194  | 182  | 148  | 133  | 118  | 116  | 94   | 104  |
|               | 2001 | 2004 | 2007 | 2009 | 2012 | 2014 | 2017 | 2019 | 2022 | 2024 |